# Tossal del Puial
El Tossal del Puial és una muntanya de 1.913 metres d'altitud a cavall dels termes municipals de Baix Pallars (a l'antic terme de Baén i de Soriguera (dins de l'antic terme de Soriguera), a la comarca del Pallars Sobirà. Hi ha el vèrtex geodèsic referència 264080001. És a la zona sud-oriental del terme de Soriguera, a ponent del poble de Freixa i al sud dels de Malmercat i Tornafort. És a l'extrem de ponent de la Serra de Gavarnet i llevant del coll de Llitimoll. Pel seu vessant nord-est s'estén la Mata de Gavarnet. És damunt del límit meridional del Parc Natural de l'Alt Pirineu.
Aquest cim està inclòs al llistat dels 100 cims de la FEEC